# Amtsgericht Lengefeld
Das Amtsgericht Lengefeld war ein Gericht der ordentlichen Gerichtsbarkeit und ein Amtsgericht in Sachsen mit Sitz in Lengefeld.

## Geschichte
In Lengefeld bestand bis 1879 das Gerichtsamt Lengefeld als Eingangsgericht. Im Rahmen der Reichsjustizgesetze wurden 1879 im Königreich Sachsen die Gerichtsämter aufgehoben und Amtsgerichte, darunter das Amtsgericht Lengefeld, geschaffen. Der Gerichtssprengel umfasste Lengefeld mit Lehnvorwerk und Sandhäusern, Forchheim (Ober- und Nieder-) mit Neusorge und Drachenwald, Görsdorf, Haselbach (Nieder-, Neu- und Ober-), Lippersdorf mit Scheibe, Marterbüschel, Mittelsaida mit Bärenlochhäusern und Lehnguthäusern, Neunzehnhain, Niedersaida, Obersaida, Pockau, Rauenstein, Reifland mit Tümpel, Stolzenhain, Wernsdorf mit Nennigmühle, Wünschendorf mit Neuem Anbau und dem Lengefelder Forstrevier (anteilig). Das Amtsgericht Lengefeld war eines von 15 Amtsgerichten im Bezirk des Landgerichtes Freiberg. Der Amtsgerichtsbezirk umfasste danach 12.099 Einwohner. Das Gericht hatte damals eine Richterstelle und war ein kleines Amtsgericht im Landgerichtsbezirk. Im Jahre 1938 erfuhr der Gerichtssprengel eine marginale Änderung. Gemäß der Verordnung über die Änderung von Gerichtsbezirken vom 3. September 1938 wurde das Flurstück Nr. 469 der Gemeinde Hilmersdorf vom Amtsgericht Wolkenstein an das Amtsgericht Lengefeld überwiesen.
Mit dem Gerichtsverfassungsgesetz vom 2. Oktober 1952 wurde das Amtsgericht Lengefeld in der DDR aufgehoben und das Kreisgericht Marienberg an seiner Stelle eingerichtet. Gerichtssprengel war nun der Kreis Marienberg.